# Keshār-e Dūstānī
Keshār-e Dūstānī (persiska: كشار دوستانی) är en ort i Iran.   Den ligger i provinsen Hormozgan, i den sydöstra delen av landet, 1 000 km söder om huvudstaden Teheran. Keshār-e Dūstānī ligger 41 meter över havet och antalet invånare är 338.
Terrängen runt Keshār-e Dūstānī är varierad. Runt Keshār-e Dūstānī är det ganska glesbefolkat, med 50 invånare per kvadratkilometer. Närmaste större samhälle är Jamāl Aḩmad, 16,7 km sydost om Keshār-e Dūstānī. Trakten runt Keshār-e Dūstānī är ofruktbar med lite eller ingen växtlighet.